# Религия в Люксембурге
Религия в Люксембурге представлена католической, протестантской, англиканской и православной деноминациями, а также мусульманской и иудейской общинами.

## Положение в обществе
С 1998 года отношения между государством и религиозными общинами в Люксембурге регулируются конвенциями, которые заключены с католической, протестантской, православной и англиканской церквями, а также с еврейской общиной.
Ежегодно государство выделяет более 57 млн евро на содержание христианских церквей, домов священников, выплаты зарплат, преподавание Закона Божьего. Исламская община не получает государственной поддержки.
7 июня 2011 года в ходе парламентских дебатов партия «зеленых» высказалась за замену конфессионального преподавания Закона Божьего на унифицированное занятие по этике. Данное требование было поддержано соправящими социалистами, которые одновременно высказались за проведение референдума по вопросу о государственном финансировании религиозных общин.

## Католицизм
Католицизм исповедуют 69 % населения страны.

## Православие
Православие исповедуют около 5 тысяч человек.

## Протестантизм
Протестантская община является второй по численности деноминацией в стране.

## Ислам
По оценкам, около 10 000 — 12 000 мусульман проживают в Люксембурге.